# 赵作峻
赵作峻（1983年10月16日—），是一名中国足球运动员，司职后卫，目前效力於上海申鑫。
赵作峻高中毕业时进入上海中远的青年队，但是很快被主教练勒鲁瓦选入一线队，赵作峻之后随球队搬迁到了西安长期在队内效力。2009年，他随出任南昌八一主教练的原陕西助理教练朱炯南下，加盟南昌八一。